# Kampjärn

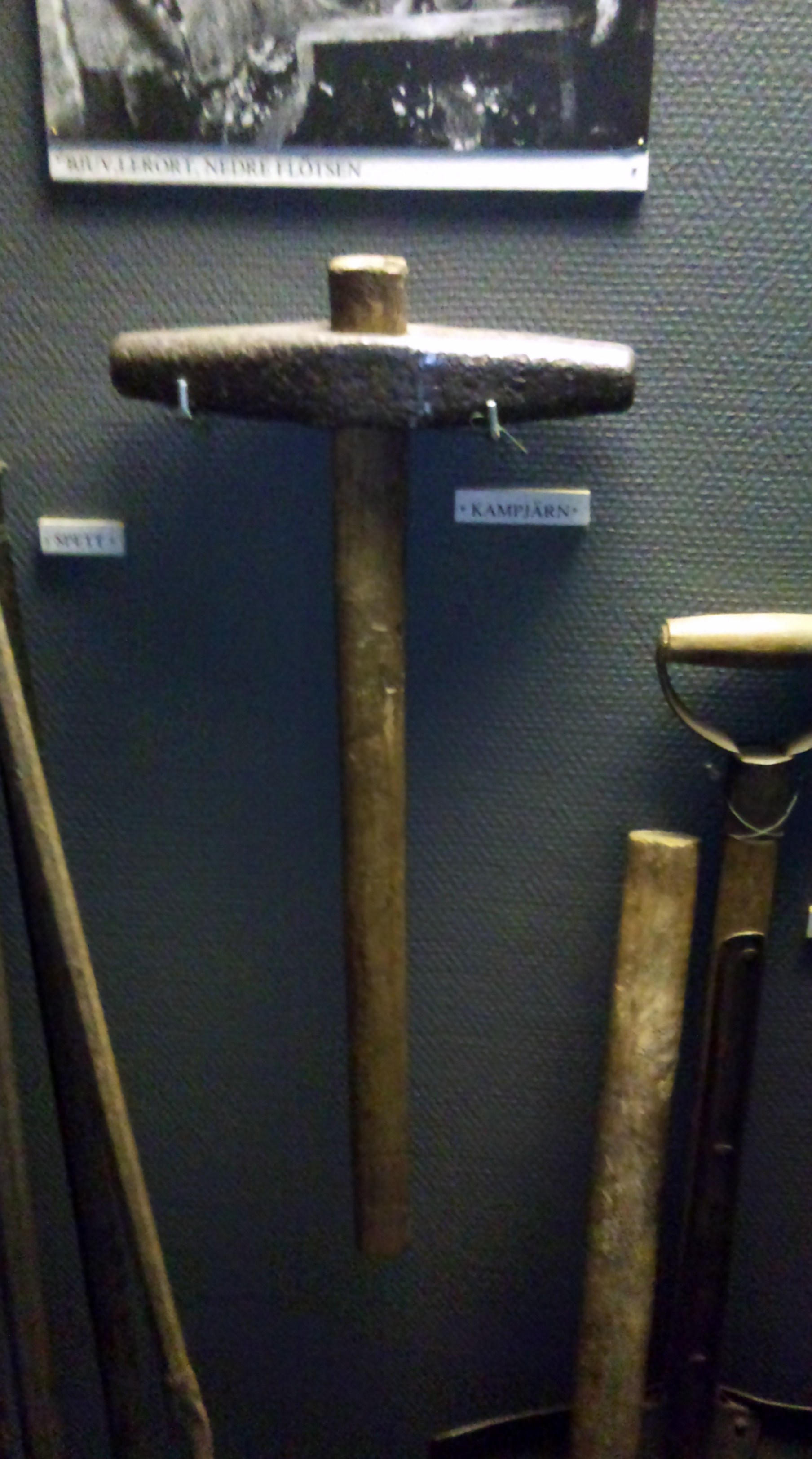
Kampjärn

Kampjärn är en liten slägga som flitigt har använts vid brytning av malm och kol. Enligt ett gammalt viktmått så väger kampjärn 4 till 10 mark och större släggor kallas knoster och stenjärn.